# Red Wings Airlines
Red Wings Airlines (Russisch: ЗАО «Ред Вингс») is een Russische low-priceluchtvaartmaatschappij met haar thuisbasis in Moskou Vnukovo. Zij voert passagiers- en vrachtcharters uit zowel binnen als buiten Rusland.

## Geschiedenis
Red Wings Airlines is opgericht in 1999 als VARZ-400 door het vliegtuigonderhoudbedrijf 400.
Na een crash van een Tupolev 204 van de maatschappij op 29 december 2012 werd het 'air operator certificate' (AOC) van Red Wings ingetrokken. Op 5 april 2013 werd bekendgemaakt dat Alexander Lebedev (oprichter en CEO) het bedrijf voor 1 symbolische roebel verkocht aan een groep investeerders.

## Vloot
De vloot van Red Wings Airlines bestaat uit (december 2023):
| Red Wings-vloot         | Red Wings-vloot | Red Wings-vloot | Red Wings-vloot | Red Wings-vloot | Red Wings-vloot | Red Wings-vloot    | Red Wings-vloot |
| Type                    | Totaal          | Orders          | Passagiers      | Passagiers      | Passagiers      | Opmerkingen        |                 |
| Type                    | Totaal          | Orders          | C               | Y               | Totaal          | Opmerkingen        |                 |
| ----------------------- | --------------- | --------------- | --------------- | --------------- | --------------- | ------------------ | --------------- |
| Airbus A320-200         | 2               | -               | -               | 180             | 180             | Gestald sinds 2022 |                 |
| Airbus A321-200         | 6               | -               | -               | 220             | 200             | Gestald sinds 2022 |                 |
| Boeing 777-200ER        | 3               | -               | -               | 412             | 412             | -                  |                 |
| Irkut MC-21-300         | -               | 16              | -               | -               | -               | -                  |                 |
| Soechoj Superjet 100-95 | 20              | 40              | -               | 100             | 100             | -                  |                 |
| Toepolev Tu-204-100     | 1               | -               | 25              | -               | 25              | -                  |                 |
| Tupolev Tu-204-100B     | 1               | -               | -               | 210             | 210             | -                  |                 |
| Tupolev Tu-204-300      | 1               | -               | -               | -               | -               | -                  |                 |
| Tupolev Tu-214          | 1               | -               | -               | 214             | 214             | -                  |                 |

### Voormalige vloot
- Iljoesjin Il-76
- Toepolev Tu-154

## Ongeval
- Op 29 december 2012 crashte een Tupolev 204 vlucht 9268 toen het toestel in Moskou-Vnukovo over de landingsbaan schoot. Het toestel kwam tot stilstand tegen de berm van een autosnelweg. Vijf bemanningsleden lieten hierbij het leven. Er waren geen passagiers aan boord.